# 恩斯特·奧古斯都 (約克和奧爾巴尼公爵)
恩斯特·奧古斯都（英語：Ernest Augustus，1674年9月17日—1728年8月14日），約克和奧爾巴尼公爵，英王喬治一世的弟弟。
恩斯特·奧古斯都是當時的奧斯納布呂克主教恩斯特·奧古斯特的幼子。父親去世後，恩斯特·奧古斯都的長兄格奧爾格·路德維希繼承了父親所有的頭銜。
1714年，格奧爾格·路德維希繼任英王（即喬治一世），恩斯特·奧古斯都則與喬治一世的孫子腓特烈留在神聖羅馬帝國，以避免漢諾威被鄰近的邦國入侵。1716年恩斯特·奧古斯都來到英國，喬治一世將他封為約克和奧爾巴尼公爵以及阿爾斯特伯爵。
恩斯特·奧古斯都於1728年去世，享年53歲。

## 纹章
| 约克及奥尔巴尼公爵恩斯特·奥古斯都王子 的纹章 |